# Ernst Toller
Ernst Toller (1er décembre 1893 - 22 mai 1939) est un écrivain, dramaturge et poète allemand surtout connu pour ses pièces expressionnistes. Militant socialiste révolutionnaire, il fut proche du mouvement anarchiste.

## Biographie

### Jeunesse et engagement politique
Toller naît à Samotschin, dans l'arrondissement de Colmar-en-Posnanie (de), dans la province de Posnanie, en royaume de Prusse, en 1893, dans une famille juive. En 1914, il s'engage comme volontaire dans l'armée, combat treize mois sur le front de l'ouest, avant de subir un effondrement physique et moral. Son premier drame, Transformation (Die Wandlung), est directement inspiré de ces expériences de guerre.
Toller se mêle en 1919 à la république des Conseils de Bavière avec d'autres personnalités anarchistes, comme B. Traven, Gustav Landauer et des communistes. Cette république a une existence brève, avant d'être écrasée par l'intervention des corps francs. Il est arrêté pour sa participation à la révolution. Condamné à mort, sa peine est commuée en cinq ans de prison, qu'il effectue en grande partie à la forteresse de Niederschönenfeld (district de Souabe, Bavière).

### Théâtre

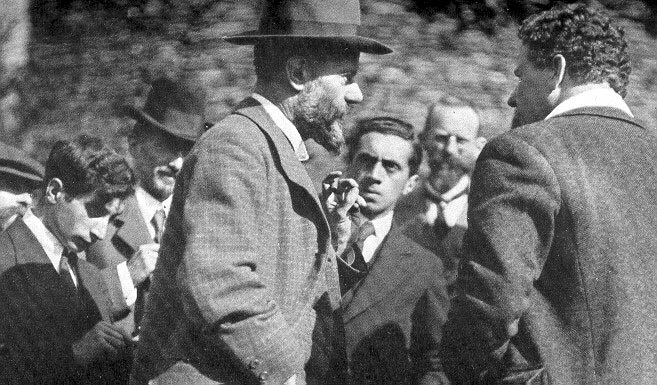
Ernst Toller (3e en partant de la droite) lors d'une discussion publique avec Max Weber (premier plan, au centre).

Pendant son emprisonnement, il achève Transformation, qui est jouée pour la première fois à Berlin en septembre 1919, sur une mise en scène de Karlheinz Martin. Pour la 100e de Transformation, le gouvernement bavarois offre son pardon à Toller qui le rejette en solidarité avec les autres prisonniers politiques. Toller a écrit la plupart de ses textes les plus célèbres en prison, notamment les drames L'Homme et la masse (Masse Mensch, Homme-Masse), Les Briseurs de machine (Die Maschinenstürmer), Hinkemann, l'Allemand (Der deutsche Hinkemann) et nombre de poèmes. Il ne voit aucune de ses pièces avant son élargissement, en juillet 1925. Cette année-là, le plus célèbre de ses drames, Hoppla, nous sommes vivants! (Hoppla, wir leben!), mis en scène par Erwin Piscator, est joué à Berlin. C'est l'histoire d'un révolutionnaire qui, après avoir passé huit ans dans un hôpital psychiatrique, découvre que ses anciens camarades sont devenus suffisants et se sont désespérément compromis avec le système auxquels ils étaient opposés. De désespoir, il se tue.

### Exil
En 1933, Toller s'exile d'Allemagne après avoir milité contre le NSDAP. Ses ouvrages sont interdits de publication par le nouveau pouvoir national-socialiste qui lui retire la citoyenneté allemande à la fin de l'année. Il part pour Londres et participe comme co-metteur en scène à la production de sa pièce Retire les tisons du feu (Feuer aus den Kesseln) à Manchester en 1935. Il engage une série de conférences aux États-Unis et au Canada en 1936-1937, avant de s'installer en Californie, où il travaille à des scénarios qui ne sont pas produits. Toller s'installe en 1936 à New York, où il vit au milieu d'un groupe d'artistes et d'écrivains en exil comme Klaus et Erika Mann, Therese Giehse...
Il tente d'alerter sur les dangers du fascisme et se désespère de la neutralité des pays occidentaux devant la guerre d'Espagne et de la signature des accords de Munich.
Enfoncé dans une profonde dépression (son épouse l'a quitté pour un autre homme et le fascisme a partout gagné du terrain) et des soucis financiers (il a donné tout son argent aux réfugiés de la guerre d'Espagne), il se suicide dans sa chambre d'hôtel, le 22 mai 1939.

## Œuvres

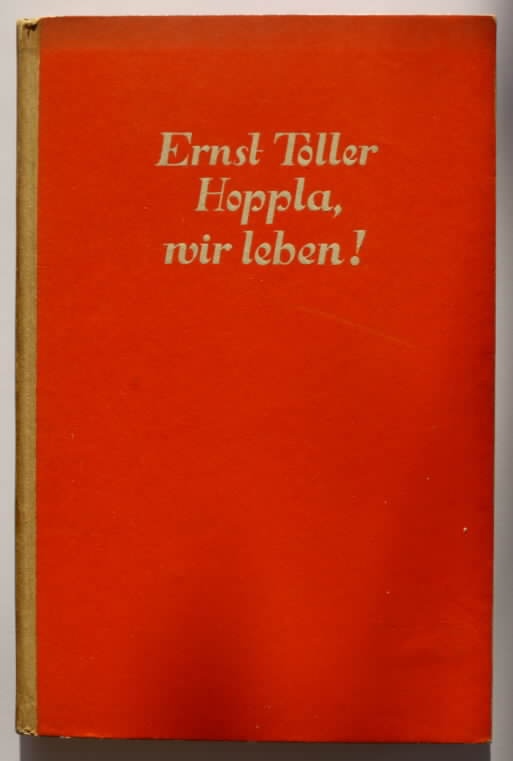
Édition originale de Hoppla, wir leben!, Gustav Kiepenheuer Verlag, 1927

- Die Wandlung, 1919 (La Transformation)
- Gedichte der Gefangenen. Ein Sonettenkreis (1921) (Poèmes des prisonniers. Un cercle de sonnets)
- Masse Mensch (de) 1921 (L'Homme et la masse, L'Homme-masse)
- Die Maschinenstürmer, 1922 (Les Briseurs de machines)
- Hinkemann (de) (à l'origine Der deutsche Hinkemann), Première 19 septembre 1923
- Der entfesselte Wotan. Eine Komödie (1923) (Wotan déchaîné. Une comédie)
- Das Schwalbenbuch, 1924 (Le Livre des hirondelles, recueil de poèmes)
- Vormorgen (1924) (Avant-demain, poèmes)
- Hoppla, wir leben !, 1927 (Hop là, nous vivons !)
- Justiz. Erlebnisse. (1927) (Justice. Expériences.)
- Quer Durch (1930), (De l'autre côté)
- Feuer aus den Kesseln, 1930 (Le feu hors des chaudières)
- Die blinde Göttin (1933), (La déesse aveugle)
- Eine Jugend in Deutschland (de), 1933 (Une jeunesse en Allemagne - autobiographie), Amsterdam
- Nie wieder Friede (No more Peace) (1934) (Plus jamais de paix, comédie)
- Briefe aus dem Gefängnis, 1935 (Lettres de prison), Amsterdam
- I was a German, 1934, (Autobiographie), New York
- Pastor Hall (1939, drame)

### En français
- Hinkemann - L’homme et la masse, L'Avant-scène théâtre, 2014,  (ISBN 978-2-7498-1297-7).
- Une jeunesse en Allemagne, L'Age d'Homme, 1990,  (ISBN 978-2-8251-2386-7).
- Hop là ! Nous vivons, Éditeurs français réunis, Paris, 1966 (introductions de César Gattegno et José Valverde, préface de Erwin Piscator).
- Le Livre des hirondelles, Éditions Séguier, Paris, 2020, 336 pages  (ISBN 978-2-8404-9800-1), reprise de Une jeunesse en Allemagne (Éditions L'Âge d'Homme, Lausanne (Suisse), 1974), avec une préface d'Olivier Guez et une  portrait littéraire par Ilya Ehrenbourg, et des poèmes de Toller tirés du Livre de l'Hirondelle (1928), et en couverture reproduction du tableau Ruhrkampf de Barthel Gilles (de) (1891-1977).